# Peter Untermaierhofer

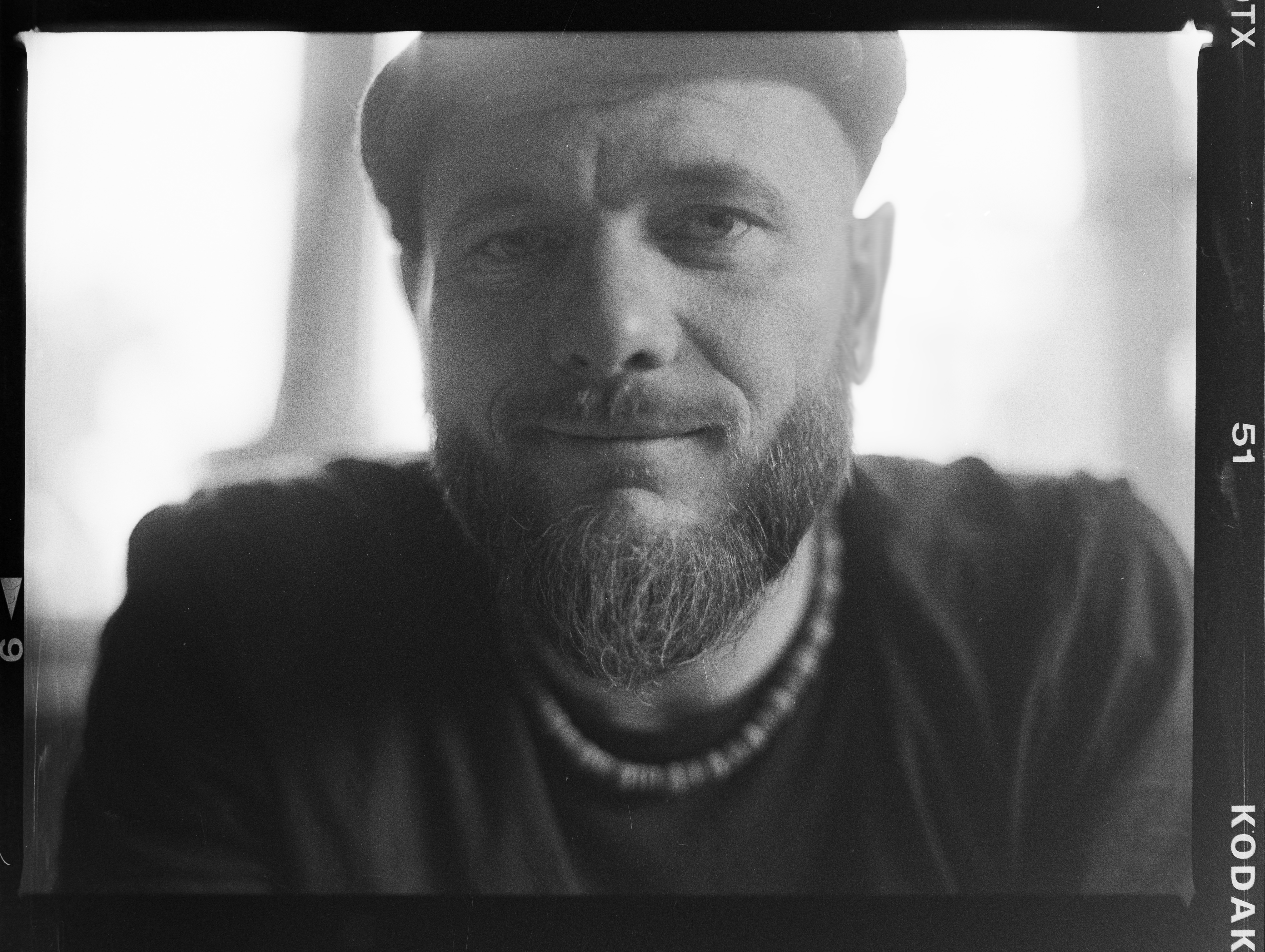
Peter Untermaierhofer (2018)

Peter Untermaierhofer (* 1983 in Eggenfelden, Bayern) ist ein deutscher Fotograf, der sich auf die Dokumentation von Lost Places spezialisiert hat. Seit 2008 widmet er sich der Fotografie, und schon nach wenigen Monaten entdeckte er das dokumentarische Potenzial verlassener Orte in seiner Umgebung. Fasziniert vom Verfall dieser Bauwerke, hat er sich darauf spezialisiert, die Atmosphäre und Vergänglichkeit dieser oft überwucherten und verfallenden Räume einzufangen.

## Werdegang
Peter Untermaierhofer studierte Medientechnik und verbrachte 2010 ein Austauschsemester an der James Cook University in Australien. Das Semester vermittelte ihm Wissen in Fotografie, wobei er sich auf die Lost-Place-Fotografie spezialisierte.
2011 schloss Untermaierhofer sein Studium ab und verfasste eine Diplomarbeit mit dem Titel „Die fotografische Dokumentation der Urban Exploration unter spezieller Betrachtung der High Dynamic Range Technologie durch die Erstellung des Bildbandes ‚Lost Places – Die Schönheit verlassener Orte‘“. Diese Arbeit bildete die Grundlage für sein Fachbuch „Lost Places fotografieren“, das er 2016 veröffentlichte. Darin beschreibt er seine Herangehensweise, die Bedeutung der HDR-Technik und seine Bildkompositionen im Detail. Das Buch gilt als Leitfaden zur Lost-Places-Fotografie und vermittelt sowohl technische als auch künstlerische Einblicke.

## Technische Arbeitsweise
Peter Untermaierhofer verwendet Digitalkameras sowie Weitwinkel- und Tilt-Shift-Objektive, um architektonische Strukturen und Tiefe präzise abzubilden. Der Einsatz von Tilt-Shift-Objektiven minimiert perspektivische Verzerrungen und verstärkt die symmetrische Bildkomposition. Bei der Nachbearbeitung nutzt er Adobe Photoshop, wobei er durch Anpassungen die Texturen und das Licht betont, um die Atmosphäre des Verfalls authentisch einzufangen.

## Bekannte Werke und Veröffentlichungen
1. „Vergessene Orte im Ruhrgebiet“ (2013): Ein Bildband über die verlassenen Industrieanlagen des Ruhrgebiets und den strukturellen Wandel der Region.
2. „Lost Places fotografieren“ (2016): Ein umfassendes technisches Fachbuch zur Lost-Places-Fotografie, das Untermaierhofers Arbeitsweise, die HDR-Technik und Bildkomposition detailliert beschreibt.
3. „Retrospektive 2013–2016“: Eine limitierte Edition seiner Werke aus dieser Zeit, die seine frühen Arbeiten und die Entwicklung seines Stils dokumentiert.

## Ausstellungen
Peter Untermaierhofer hatte über 40 Ausstellungen, von denen die meisten als Einzelausstellungen realisiert wurden (Stand 2024). Zu den renommiertesten gehören:
1. Deutsches Fotomuseum, Markkleeberg (2024) – Ausstellung Verlassene Orte – Verlorene Träume, eine der umfassendsten Präsentationen seiner aktuellen Werke.
2. Haus der Fotografie, Burghausen (2019) – Retrospektive mit 92 Werken, die seine Symmetrie und Raumtiefe in der Lost-Places-Fotografie zeigt.
3. Galerie für Fotografie der Gegenwart, München (2023) – Ausstellung The Grandeur of Decay mit Fotografien aus Belgien, Frankreich und Italien.
4. Archäologisches Museum, Kelheim (2018, 2023) – Sonderausstellungen seiner Lost Places-Serie, die den Verfall als kulturhistorisches Phänomen beleuchteten.
5. IG Halle im Kunst(Zeug)Haus, Rapperswil, Schweiz (2018) – Internationale Ausstellung, die seine Werke erstmals einem Schweizer Publikum vorstellte.
6. urbEXPO, Bochum (2013, 2014, 2015) – Auf dieser führenden Plattform für urbane Fotografie präsentierte er einige seiner Frühwerke.
7. Stroke Art Fair, München (2014) – Teilnahme in der Kategorie Münchner Fotografen, was ihm zusätzliche Anerkennung in der regionalen Kunstszene einbrachte